# Clypeolidia brunnea
Clypeolidia brunnea är en insektsart som beskrevs av Henry Fairfield Osborn 1924. Clypeolidia brunnea ingår i släktet Clypeolidia och familjen dvärgstritar. Inga underarter finns listade i Catalogue of Life.